# Catriona Le May-Doan
Catriona Le May-Doan (Saskatoon, Saskatchewan, 23 december 1970) is een voormalig Canadees schaatsster die gespecialiseerd was in de 1000 en vooral de 500 meter.

## Biografie
Catriona Le May-Doan werd op de Olympische Winterspelen van 1998 in Nagano kampioen op de 500 meter, tevens veroverde ze het brons op de 1000 meter. Hoewel ze sinds november 1997 wereldrecordhoudster was op de 1500 meter slaagde ze er niet in om ook op die afstand een aansprekende tijd te rijden. Op de middellange afstand werd Marianne Timmer olympisch kampioen en verbeterde en passant Le May-Doans wereldrecord. In Salt Lake City prolongeerde Le May-Doan haar olympische titel op de 500 meter.
Naast de Winterspelen schitterde Le May-Doan ook bij de WK's Afstanden en Sprint. Ze werd driemaal kampioen op de 500 meter (1998, 1999 en 2001) en tweemaal wereldkampioen sprint, beide in haar succesvolle Olympische jaren.
Op 22 mei 2003 maakte Le May bekend dat zij stopte met schaatsen.
Le May-Doan verbeterde tot twaalfmaal toe een wereldrecord. Daarbij was ze de eerste vrouw ter wereld die de 500 meter sneller aflegde dan 38 seconden. Haar wereldrecord op de 500 meter uit 2001 (37,22) heeft lang stand gehouden, tot het op 10 maart 2007 door de Duitse Jenny Wolf werd verbeterd tot 37,04.
Le May-Doan is in juni 2023 benoemd als Honorair Consul voor Nederland in Calgary. 

## Records

### Persoonlijk records
| Afstand    | Tijd    | Datum            | Baan           |
| ---------- | ------- | ---------------- | -------------- |
| 500 meter  | 37,22   | 9 december 2001  | Calgary        |
| 1000 meter | 1.14,50 | 10 maart 2001    | Salt Lake City |
| 1500 meter | 1.57,50 | 16 maart 2001    | Calgary        |
| 3000 meter | 4.26,98 | 21 maart 2003    | Calgary        |
| 5000 meter | 8.14,52 | 19 december 1993 | Calgary        |

### Wereldrecords
| Nr. | Afstand        | Tijd    | Datum            | Baan           |
| --- | -------------- | ------- | ---------------- | -------------- |
| 1.  | 1000 meter     | 1.16,07 | 22 november 1997 | Calgary        |
| 2.  | 500 meter      | 37,90   | 22 november 1997 | Calgary        |
| 3.  | 500 meter      | 37,90   | 23 november 1997 | Calgary        |
| 4.  | Sprintvierkamp | 151,690 | 23 november 1997 | Calgary        |
| 5.  | 1500 meter     | 1.57,87 | 29 november 1997 | Calgary        |
| 6.  | 500 meter      | 37,71   | 28 december 1997 | Calgary        |
| 7.  | 500 meter      | 37,55   | 28 december 1997 | Calgary        |
| 8.  | 2×500 meter    | 74,720  | 28 december 1997 | Calgary        |
| 9.  | 500 meter      | 37,40   | 6 januari 2001   | Calgary        |
| 10. | Sprintvierkamp | 150,085 | 7 januari 2001   | Calgary        |
| 11. | 500 meter      | 37,29   | 9 maart 2001     | Salt Lake City |
| 12. | 2×500 meter    | 74,720  | 9 maart 2001     | Salt Lake City |
| 13. | 500 meter      | 37,29   | 8 december 2001  | Calgary        |
| 14. | 500 meter      | 37,22   | 9 december 2001  | Calgary        |

#### Wereldrecords laaglandbaan (officieus)
| Nr. | Afstand     | Tijd   | Datum            | Baan       |
| --- | ----------- | ------ | ---------------- | ---------- |
| 1.  | 500 meter   | 38,60  | 24 januari 1998  | Berlijn    |
| 2.  | 500 meter   | 38,39  | 12 februari 1998 | Nagano     |
| 3.  | 500 meter   | 38,21  | 13 februari 1998 | Nagano     |
| 4.  | 2×500 meter | 76,660 | 13 februari 1998 | Nagano     |
| 5.  | 500 meter   | 38,02  | 2 februari 2001  | Heerenveen |

## Resultaten
| Jaar | Olympische Spelen            | WK Afstanden       | WK Sprint | WK Junioren | eindstand wereldbeker |
| ---- | ---------------------------- | ------------------ | --------- | ----------- | --------------------- |
| 1989 |                              |                    |           | NC24        | 0p 1000m              |
| 1990 |                              |                    |           | NC18        |                       |
| 1991 |                              |                    | 20e       |             | 15e 500m 27e 1000m    |
| 1992 | 14e 500m 31e 1000m           |                    | 23e       |             | 14e 500m 20e 1000m    |
| 1993 |                              |                    | 20e       |             | 5e 500m 21e 1000m     |
| 1994 | 33e 500m 19e 1000m 17e 1500m |                    | 10e       |             | 9e 500m 16e 1000m     |
| 1995 |                              |                    | 16e       |             | 11e 500m 24e 1000m    |
| 1996 |                              | 5e 500m 18e 1000m  | 6e        |             | 500m · 14e 1000m      |
| 1997 |                              | 17e 500m 13e 1000m | 5e        |             | 7e 500m 13e 1000m     |
| 1998 | 500m · 1000m · 13e 1500m     | 500m · 1000m       | Goud      |             | 500m · 1000m          |
| 1999 |                              | 500m · 1000m       | Zilver    |             | 500m · 1000m          |
| 2000 |                              | 500m · 11e 1000m   | 5e        |             | 4e 500m 7e 1000m      |
| 2001 |                              | 500m · 1000m       | Brons     |             | 500m · 5e 1000m       |
| 2002 | 500m · 9e 1000m              |                    | Goud      |             | 500m · 4e 1000m       |
| 2003 |                              | 4e 500m 7e 1000m   | 7e        |             | 500m · 5e 1000m       |

### Medaillespiegel
| kampioenschap     | goud | zilver | brons |
| ----------------- | ---- | ------ | ----- |
| Olympische Spelen | 2    | 0      | 1     |
| WK Afstanden      | 3    | 1      | 3     |
| WK Sprint         | 2    | 1      | 1     |
| WK Junioren       | 0    | 0      | 0     |